# Fernando Diniz
Fernando Diniz (* 27. März 1974 in Patos de Minas) ist ein brasilianischer Fußballtrainer und ehemaliger Fußballspieler. 2022 wurde er Cheftrainer des Fluminense FC in Rio de Janeiro. Von Juli 2023 bis Januar 2024 fungierte er gleichzeitig als Interimstrainer der brasilianischen Nationalmannschaft.

## Karriere

### Spieler
Nach Anfängen bei CA Juventus und Guarani FC wurde er 1996 vom Erstligisten SE Palmeiras verpflichtet, mit dem er noch im selben Jahr die Staatsmeisterschaft von São Paulo gewann. Bis 2005 spielte er bei weiteren Vereinen der Série A. Mit dem SC Corinthians konnte er aber schon 1997 eine weitere Staatsmeisterschaft gewinnen. Mit dem Fluminense FC holte er 2002 Staatsmeisterschaft von Rio de Janeiro und mit dem Cruzeiro EC die Staatsmeisterschaft von Minas Gerais 2004. Zu nationalen Titeln oder einer Berufung in die Nationalmannschaft brachte er es nicht. Zwischen 2006 und 2009 beendete er mit Gastspielen bei Vereinen aus dem zweiten Glied seine Spielerlaufbahn.

### Trainer
Zwischen 2009 und 2017 arbeitete als Trainer bei weniger bedeutenden Vereinen. Mit dem Votoraty FC und dem Paulista FC gewann er dabei die Copa Paulista, den Staatspokal von São Paulo der Jahre 2009 und 2010. 2009 wurde er zudem Drittligameister von São Paulo. Im Januar 2018 wurde er von Athlético Paranaense verpflichtet, was sein erstes Engagement bei einem Großverein war. Bereits im Juni wurde er aber entlassen. Zwischen Dezember 2018 und August 2019 war er zum ersten Mal beim Fluminense FC in Rio de Janeiro.
Diniz übernahm den FC São Paulo am 27. September 2019. In der Série A 2020 führte er den Verein von September bis Dezember zu einer Serie von 17 ungeschlagenen Spielen. Am 1. Februar 2020 wurde er nach sieben sieglosen Spielen entlassen.
Am 6. Mai 2021 wurde Diniz vom Santos FC mit einem Einjahresvertrag ausgestattet. Am 5. September wurde ihm aber eine Serie von sechs sieglosen Spielen zum Verhängnis. Kurz danach wurde er vom Zweitligisten CR Vasco da Gama aus Rio verpflichtet, wo er aber im November wieder entlassen wurde, nachdem sich Hoffnungen auf einen Wiederaufstieg zerschlagen haben.
Nach dem Rücktritt von Trainer Abel Braga wurde Diniz am 30. April 2022 erneut von Fluminense verpflichtet. Mit dem Verein gelang ihm mit dem Gewinn der Staatsmeisterschaft von Rio de Janeiro von 2023 der erste bedeutende Titelgewinn als Trainer. Im November desselben Jahres führte er Fluminense zum Titel in der Copa Libertadores 2023. Für die Tricolor war es der erste Libertadores-Gewinn in der Vereinsgeschichte. 
Am 4. Juli 2023 wurde Diniz für ein Jahr als Trainer der brasilianischen Nationalmannschaft verpflichtet. Es war geplant, ihn 2024 durch Carlo Ancelotti zu ersetzen, wenn dessen Vertrag mit Real Madrid ausgelaufen wäre. Nach einer Niederlagenserie in der Qualifikation zur Fußballweltmeisterschaft 2026 und nachdem im Dezember 2023 bekannt geworden war, dass Ancelotti seinen Vertrag bei Real Madrid verlängert hatte, wurde Diniz im Januar 2024 durch Dorival Júnior ersetzt. Bei Fluminense wurde Diniz am 24. Juni 2024 nach dem 11. Spieltag der Série A 2024 entlassen. Zu dem Zeitpunkt lag der Klub auf dem letzten Tabellenplatz.
Am 23. September 2024 gab der Cruzeiro EC seine Verpflichtung bekannt. Am selben Tag hatte dieser den Trainer Fernando Seabra entlassen. Zu dem Zeitpunkt lag der Klub nach dem 27. Spieltag auf dem siebten Platz in der Série A. Bei den Fans des Klubs fiel Diniz noch vor Beendigung der Série A im Dezember in Ungnade. Nachdem der Start in die Staatsmeisterschaft von Minas Gerais 2024 unbefriedigend verlief, nach drei Spielen gab es einen Sieg, ein Unentschieden und eine Niederlage, erhielt er seine Kündigung.
Anfang Mai 2025 beschloss Vasco da Gama, Fernando Diniz zum zweiten Mal einzustellen. Der Klub hatte nach dem sechsten Spieltag  der Série A 2025 seinen Trainer Fábio Carille entlassen.

## Erfolge

### Spieler
Palmeiras
- Staatsmeisterschaft von São Paulo: 1996

Corinthians
- Staatsmeisterschaft von São Paulo: 1997

Fluminense
- Staatsmeisterschaft von Rio de Janeiro: 2002

Cruzeiro
- Staatsmeisterschaft von Minas Gerais: 2004

### Trainer
Votoraty
- Staatspokal von São Paulo: 2009
- Meisterschaft der dritten Liga von São Paulo (Série A3): 2009

Paulista
- Staatspokal von São Paulo: 2010

Fluminense
- Staatsmeisterschaft von Rio de Janeiro: 2023
- Copa Libertadores: 2023
- Recopa Sudamericana: 2024